# Nazar Kovalenko
Pour les articles homonymes, voir Kovalenko.
Nazar Kovalenko (né le 9 février 1987) est un athlète ukrainien, spécialiste de la marche.
Son meilleur temps sur 20 km marche a été obtenu à Lugano en 1 h 21 min 34 s. Lors de la Coupe du monde de 2008, à Tcheboksary, il ne termine que 59e. Il termine 14e du 20 km lors des Championnats du monde par équipes de Rome en 2016.